# Mi persona preferida
Mi persona favorita es el sexto álbum de estudio del cantante mexicano El Bebeto, lanzado el 8 de febrero de 2019 en México, bajo el sello discográfico de Disa Records. El cantautor Espinoza Paz compuso y produjo todas las canciones del disco.
Se compone de 12 temas y contiene canciones del género Ranchero, Cumbia y Mariachi. Todas las canciones cuentan con un video musical a excepción de «Adiós, adiós». El álbum fue nominado para los Latin Grammy de 2019 en la categoría de álbum del año en competencia directa con Vicente Fernández, Alejandro Fernández y Christian Nodal.
A partir del 2017 una serie de sencillos promocionales fueron publicados empezando por «Seremos» publicado el 6 de noviembre de 2017, seguido de «¿Por qué dejaste que te amara?» lanzado el 13 de julio de 2018, posteriormente saldría «Mi persona preferida» publicado el 19 de octubre de 2018, «Hicimos clic» fue el cuarto sencillo publicado el 9 de noviembre de 2019 como quinto sencillo salió «Vete» el 9 de enero de 2019 y finalmente «Viajes para marte» lanzado el 25 de enero de 2019.

## Versiones
Una edición limitada fue lanzada  exclusivamente para Estados Unidos, esta cuenta con los formatos digital, físico y vinilo.

## Lista de canciones
Mi persona preferida
| N.º | Título                           | Duración |  |
| 1.  | «Seremos»                        | 3:06     |  |
| 2.  | «¿Por qué dejaste que te amara?» | 3:44     |  |
| 3.  | «Viajes para marte»              | 3:27     |  |
| 4.  | «Todavía te quiero»              | 3:45     |  |
| 5.  | «Hicimos clic»                   | 3:18     |  |
| 6.  | «Ando bien»                      | 3:41     |  |
| 7.  | «Vete»                           | 3:26     |  |
| 8.  | «Y que me marcas»                | 4:20     |  |
| 9.  | «Adiós, adiós»                   | 3:34     |  |
| 10. | «Volver es lo mejor»             | 2:55     |  |
| 11. | «Mi persona preferida»           | 3:28     |  |
| 12. | «Eres mi felicidad»              | 3:23     |  |

## Listas

### Semanales
| País           | Lista                                   | Mejor posición |
| -------------- | --------------------------------------- | -------------- |
| Estados Unidos | US Regional Mexican Álbumes (Billboard) | 17             |

## Nominaciones
| Entrega      | Año  | Categoría     | Nominados            | Resultado |
| ------------ | ---- | ------------- | -------------------- | --------- |
| Latin Grammy | 2019 | Álbum del año | Mi persona preferida | Nominado  |